# Quaternio terminorum
Le quaternio terminorum, expression venant du latin, l'erreur des quatre termes, est un sophisme qui intervient lorsqu'un syllogisme utilise quatre termes au lieu de trois.

## Exemples
Un syllogisme n'utilise habituellement que trois termes:
- Les hommes sont mortels.
- Socrate est un homme.
- Donc Socrate est mortel.

Dans le suivant, en revanche, il y a quatre termes :
- Socrate est un homme.
- Les hommes sont mortels.
- Les chats sont mortels.
- Donc Socrate est un chat.

L'exemple suivant est plus convaincant quant à la dangerosité du quaternio terminorum :
- Seuls les Hommes naissent libres.
- Les femmes ne sont pas des hommes.
- Donc les femmes ne sont pas libres.

Ici, on joue sur la polysémie de l'appellatif hommes.
Un exemple comique, tiré de la bande dessinée Léonard, où Léonard est arrêté pour excès de vitesse (reformulé pour les besoins de la démonstration).
- Vous ne pouvez m'arrêter, monsieur l'agent.
- Je suis Léonard, génie, et je représente le progrès.
- Or, on n'arrête pas le progrès.

Ici, on joue sur la polysémie du verbe arrêter.

## Raison de l'erreur
Dans le premier exemple, les termes sont : Socrate, mortel et homme. Le syllogisme est donc valide.
Dans le deuxième exemple, en revanche, le syllogisme n'est pas valide, du seul fait de la présence du quatrième terme chat. On voit clairement dans cet exemple que la conclusion n'est pas tirée à partir des prémisses. Dans ce cas, on parlera, en plus, de non-sequitur.
Pour le troisième exemple, les termes sont homme, femme et libre. Mais le terme homme a pour signification le genre humain dans la prémisse majeure, et mâle de l'espèce Homo sapiens dans la prémisse mineure. Il y a donc quatre termes, ce n'est pas un syllogisme valide. L'erreur vient du fait que l'on utilise un mot équivoque (homme) pour asseoir un raisonnement incorrect.
L'erreur des quatre termes est un syllogisme invalide. Il s'applique aux syllogismes statistiques, aux syllogismes hypothétiques et aux syllogismes catégoriques qui ont chacun trois termes.
La même équivoque est utilisée dans le quatrième exemple, cette fois avec le verbe "arrêter".

## Erreurs voisines
- L'équivoque
- La non sequitur
- L'amphibologie